# Силовања током ослобођења Србије
Силовања током ослобођења Србије крајем 1944. и почетком 1945. године су силовања која су починили војници Црвене армије приликом напредовања до Берлина преко Србије за време Другог светског рата.

## Историја
Милован Ђилас у својој књизи Сусрети са Стаљином (1986) наводи да је после продора Совјетске армије у североисточну Југославију и ослобођења Београда у јесен 1944. дошло је до многобројних и тешких испада и злочина појединаца и група совјетских војника.
Ситуација је била толико лоша да је Тито преко Милована Ђиласа тражио личну аудијенцију код Стаљина, да од њега тражи да заустави талас силовања жена и девојака у Југословији. Стаљин, тадашњи шеф Кремља му је рекао: „Момци ће увијек бити момци, били су у рату и потребно им је мало опуштања”. О томе сведочи Јованка Броз, а сведочење је записао Сенад Печанин. Тито је шефу совјетске војне мисије, генералу Николају Корњејеву, „на веома љубазан и опуштен начин изнео проблем”, осим силовања жалио се и на разбојништво и бахато понашање војника. Међутим, Корњејев је одмах почео да протестује због „клевета на совјетску армију”. Стаљин је такође био киван због „клевета” на рачун Црвене армије од стране југословенских савезника и сукоб са Титом се касније само продубљивао. Исти злочини дешавали су се на осталим ослобођеним територијама, те су позната силовања Немица, Пољакиња, Литванки, Естонки, Летонки... Процењује се да су Совјети силовали преко 2 милиона жена широм Европе.
Српски новинар Вук Перишић је рекао о силовањима: „Силовања су била изузетно брутална, пијана и најчешће групна. Совјетски војници силовали су и у савезничким земљама. У Београду је забележено неколико стотина силовања, покушаја силовања и пљачки, па и убистава. Несумњиво је да је совјетска врховна команда прећутно подстицала силовања.”
Према речима руског историчара Никите Бондарева, у питању је била пропаганда и није било масовних силовања. О злочину каже да нису само Совјети силовали, већ и Немци, Британци и Американци, као и да нема рата где нема пљачкања, разбојништва и злостављања. Такође наводи да су злочини совјетских војника били већи у Немачкој и Аустрији, него на Балкану, јер су руски војници „већ били изморени и желели су да се освете”, те је проценат силовања значајно порастао.

## Статистика
Нове југословенске комунистичке власти прикупиле су податке да су припадници Совјетске армије починили 1219 силовања, од чега 111 силовања са убиством и 1204 случаја пљачке с повредама.  Шеф прве совјетске Војне мисије при Врховном штабу НОВ и ПОЈ генерал Николај Корњејев на то је реаговао изјавом „у име совјетске владе протествујем против таквих инсинуација на Црвену армију”.

## Истраживања о злочинима на територији Србије
Иако су се десила масовна силовања, говори се да су хиљаде војника који су чинили зверства у непријатељским земљама деловали са више „уздржаности” у Србији. Политиколог Елизабет Џин Вуд је тврдила да сексуално насиље није неизбежан исход ратова и да понашање Црвене армије у Србији још више компликује слику, јер показује да се војска позната по дивљању може другачије понашати под исправном политиком руковођења и у пријатељском националном окружењу. Мајор армије Борис Слуцкиј је приметио да је широко распрострањена симпатија ка Југословенима водила колектив Црвене армије да осуди силоватеље у својим редовима.
Процена случајева сексуалног насиља је изузетно тешка, јер постоје извештаји различитих научника о броју жртава у различитим земљама, пошто научници користе различите методе да направе своје прорачуне. У Србији, на основу два различита цитата из званичног броја пријављених силовања које су примиле југословенске власти, може се проценити да је Црвена армија током свог боравка у земљи злостављала између 2.420 и 24.380 жена.
Интервјуисане жене Србије су говориле да су се оне или друге жене у њиховом животу плашиле да оду ван својих домова јер су се плашиле Црвене армије, али нема доказа да су Српкиње прикривале свој пол облачећи се у мушкарце или да су покушавале да избегну нежељену пажњу совјетских трупа мазањем лица са прљавштином или пекмезом, као што су жене у непријатељским земљама биле радиле. Овакви докази говоре да су се Срби и остали Југословени много мање бојали Црвене армије него Аустријанци, Пољаци, Немци, Мађари и Румуни. Слични фактори су обликовали совјетске ставове према Бугарима и Југословенима. Совјетски војници и официри су имали позитивне ставове о Бугарима, док је њихов највећи утисак био да би их Бугари ословљавали са „братушки”. Ово се највише може супротставити понашању совјетских трупа у Румунији, где се на основу примљених пријава сексуалног насиља може се проценити да су совјетске трупе силовале више од 355.200 жена. Такође, број силованих жена у Мађарској варира од 50 000 до 500 000 по различитим изворима. У Аустрији, само у Бечу је силовано између 70 000 и 110 000 жена.
Сузан Браунсмилер је приметила да су ослободилачке војске третирале жене у Србији боље од оних у непријатељским земљама. Овај аргумент може изгледати окрутно с обзиром на то да је Црвена армија силовала хиљаде Српкиња, међутим, неоспорно је да је обим насиља био ограниченији него у другим земљама у региону. Дакле, иако совјетски војници и официри нису били непријатељски расположени према Србима и Југословенима, и даље су их посматрали као аутсајдере који су дужни Црвеној армији што их је избавила од Немаца. Овај аспект совјетског односа према је кључан за разумевање зашто су се многа силовања и остали злочини десили.

### Совјетска пропаганда о Србији и Југославији
Циљ совјетске пропаганде о Србији био је стварање позитивних погледа на земљу и њене људе. Најистакнутије теме су биле панславизам, српска страдања током окупације, и херојски партизански отпор окупаторима. Совјетска пропаганда упорно је апеловала на трупе да се коректно односе према цивилима. Совјетски пропагандисти су држали предавања војним лицима под насловом: "Немци су заклети непријатељи руског и свих словенских људи. Пропаганда Црвене армије такође је користила чињеницу да су се партизани и Совјети боре раме уз раме како би створио осећај другарства са Југословенима. Лист Совјетски ратник објавио је: „Битка за Београд и ослобођење Југославије од фашистичке тираније ојачало је пријатељство и братство два јуначка словенска народа.” Пансловенска тема у пропаганди имала је за циљ да подстакне совјетског војника да на Србе гледају као на братски народ. Совјетска пропаганда је такође скретала пажњу војницима на немачке злочине над југословенским и српским цивилима с циљем да изазову мржњу према Немцима.
Пропаганда Црвене армије је такође доследно молила трупе да третирају Србе и Југословене коректно, те су претили тешким казнама ако не послушају наређења. Маршал Толбухин, командант Трећег украјинског фронта, побринуо се да при уласку у земљу сви његови војници добију упутства: „Будите немилосрдни према пљачкашима, силоватељима и онима који крше ред и дисциплину! Прихватите љубав и поштовање југословенског народа, који сте ослободили. Поштујте његову традицију, законе и породице!” Тако је Толбухин практично наредио трупама да преузму иницијативу да казне силоватеље. Када је војник погубљен због силовања жена, док је други осуђен на десет година затвора у радним логорима. Врховна команда је ово претворила у поучан тренутак за трупе. Наређено је да се судбина силоватеља прочита свим војницима Педесет седме армије, уз упозорење да ће „зверства на тлу Југославије у будућности бити сурово кажњена.” У пропагандној кампањи учествовала је и моћна контраобавештајна агенција (СМЕРШ), како би заплашила војнике.
Локални партизански команданти обавестили су Тита о злочинима извршила Црвена армија. Након тога Тито је више пута слао телеграме партизанским командантима на терену да се жале совјетским командантима. Такође је тражио имена жртава и имена совјетских официра са којима су његови официри комуницирали. Тито се суочио са совјетским официрима око понашања Црвене армије. После ослобођења Београда 20. октобра, одржан је састанак водећих југословенских политичких и војних лидера, међу којима и Тита, са генерал-потпуковником Корњејевим, шефом совјетске мисије у Југославији. Тито затражио од Корњејева да одмах предузме мере да се барем смање инциденти пљачке, силовања и насиља. Тито је чак писао Стаљину да се пожали на то што је Црвена армија запленила немачки ратни плен који је желео за партизане, као и о совјетском насиљу према женама. Иако Стаљин није негирао оптужбе, оптужио га да је незахвалан за масовну подршку коју је Москва пружала Београду. Милован Ђилас је изјавио да су жалбе уродиле плодом и да су совјетски официри реаговали насилно на преступе својих војника после састанка са Корњејевим и Стаљиновог учешћа. Дана 12. октобра, генерал Антонов, Стаљинов заменик у генералштабу, пренео је Стаљиново наређење командантима Другог и Трећег украјинског фронта да упуте своје снаге да се добро понашају према Србима јер су они Црвену армију су сматрали својим ослободиоцима. Антонов је такође навео детаље о а конкретан инцидент где су совјетски официри покушали да силују партизанке, а он наложио истрагу у овом случају, захтевајући да кривци буду кажњени. Потом је замолио двојицу команданата да га обавесте о својим мерама као одговор на Стаљиново наређење. Умешаност Москве у појединачне случајеве покушаја силовања указује на то да је совјетско руководство озбиљно схватило југословенске притужбе на понашање Црвене армије. Корњејев је 23. октобра пренео штабу Трећег украјинског фронта да је Стаљин наредио сваком вишем совјетском официру да помогне својим југословенским колегама када се жалене на понашање Црвене армије. Дана 1. новембра пуковник Сидоренко, задужен за 233. г дивизије, наложио је командантима пукова да уведу дисциплину „гвозденом шаком” и у том духу издао је неколико наредби.
Са породицом Братислава Филиповића била су стационирана три артиљеријска официра. На Дан артиљерије, празник Црвене армије, сви су се напили и још један официр који није живео са њима дошао је у посету. Пијан и љут што Братиславов отац није дозволио да му игра са женом, испалио је један хитац у њега. Промашио је, а остала три официра су одмах скочила на свог друга, одузели му пиштољ, ударили га неколико пута, скинули му еполете и пријавили инцидент надлежним органима.
Совјетски народни ставови према Србима били су мешавина два фактора. Иако су Совјети неоспорно имали симпатије према локалном становништву, очекивали су су од њих да им се подчине.

#### Први фактор
Ставови совјетских војника и официра према Србима били су у великој мери формирана првим сусретима са цивилима. Павел Ељкинсон, извиђач у Црвеној армији, написао је у свом дневнику о Југославији (Србији) и њеним људима 8. октобра 1944, дан пошто је из Румуније ушао у земљу: „Такав народ — слободарски, патриотски, лојалан и пријатељски настројен — не може се наћи било где другде. Није греота борити се и гинути за такав народ. Осећате да се борите за људе који вас поштују. Прогоном непријатеља, у десет увече ушли смо у једно село. На наше велико изненађење, улице испуњене људима који су нас поздрављали радосним узвицима. Одмах су нас опколили. Затим су нас загрлили, стављајући беле пешкире око наших вратова. Рекли су да су нас дуго чекали. Њихова језик је разумљив… Укратко, они су диван народ…” Слично томе, бројни војници су са одушевљењем говорили о гостопримству Срба.
Црвена армија је можда починила знатно мање злочина у Југославији, него у непријатељским земљама. То не умањује озбиљност злочина јер је и даље велики број војника учествовало у нечасним радњама, да би се то приписало криминалној мањини у редовима војске, што је Стаљин имплицирао у свом одговору на Титове жалбе о совјетском понашању пишући да „Није тешко разумети да не постоји породица без црне овце, али би било чудно вређати целу породицу због једног изрода.”

#### Други фактор
Совјетски војници и официри су такође имали истанчан осећај за своју улогу у ослобађању земље, сматрајући да заслужују признање локалног становништва. Најчешћи облик данка који су Совјети тражили била је пљачка. Иако је већина војника била задовољна одузимањем робе, многи су такође веровали да имају право на секс. Митра Митровић, Ђиласова супруга и високи функционер, изјавила је: „Прилази ми један дебео члан војске и каже ми, 'опа, црнка, хоћеш ли поћи са мном или шта?” Војницима и официрима било је забрањено склапање бракова са несовјетским држављанима, али су трупе лагале да до бракова може доћи како би девојке наводили на сексуалне односе. Совјетски војници и официри су у великом броју тражили и проститутке и често су заједно одлазили у злочине. У хиљадама случајева, совјетски војници и официри су на насилни начин долазили до секса, које су често правдали тврдњом да су имали право на тела српских жена јер су их ослободили од Немаца. Двојица пијаних Совјета који су тврдили да су пуковници покушали су да силују две југословенске партизанке. Када су се суочили са групом Партизана, отишли су, поневши са собом југословенску заставу. Њихов покушај силовања у комбинацији са демонстративним скидањем југословенске заставе указује да у њиховом уму постојала је јасна веза између њихове улоге главних ослободилаца и југословенска подређена улога за коју су биле потребне југословенске жене да плате својим телима. Дана 25. октобра 1944. совјетски официр је ушао у партизански логор у Београду тражећи жене. На питање шта жели, рекао је да су се Совјети жртвовали приликом ослобађања српске престонице и да имају право да раде шта им је воља. На том истом дана, у другом делу града, три совјетска официра су покушала да силују партизанску жену, а један од њих је викао: „Кучко, спаваћеш са мном”. Након тога су од мајки одузели три младе жене, објашњавајући: „борили смо се за Београд.” Овакве акције и цитати силоватеља директно откривају да су неки војници и официри Црвене армије веровали да су имали право на секс. Поред тога, огромна већина злочина Црвене армије почињена је од стране пијаних војника, и изузетно је тешко раздвојити прекомерну конзумацију алкохола од сексуалног насиља.